# Aega platyantennata
Aega platyantennata là một loài chân đều trong họ Aegidae. Loài này được Nunomura miêu tả khoa học năm 1993.